# Rudolf C. Brix

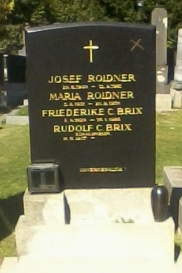
Die Grabstätte von Brix

Rudolf C. Brix, eigentlich Rudolf Cakovsky (* 10. November 1907 in Wien; † 20. April 1992 ebenda) war ein österreichischer Sänger, Schauspieler und Conférencier. 
Nach der Gesangsausbildung in Prag bei Reidinger, leitete er ein eigenes Orchester, hatte eine rege Tourneetätigkeit und war viermaliger Gewinner des "Goldenen Bandes" als Jazzsänger. Aus politischen Gründen beim Nationalsozialismus bekam er ein mehrfaches Auftrittsverbot. Er wirkte bei vielen Filmen, wie z. B. "Der kleine Grenzverkehr", "Wiener Melodien, "An klingenden Ufern" und "Verlorenes Rennen" mit O. W. Fischer und Curd Jürgens mit. Er war nach dem Zweiten Weltkrieg Conferencier bei der RAVAG und wirkte bei diversen Gastspielen mit.
Er wurde auf dem Meidlinger Friedhof (6-3-103) in Wien beerdigt.

## Filmografie (Auswahl)
- 1948: Rendezvous im Salzkammergut
- 1948: Verlorenes Rennen